# Manjira
Die ca. 745 km lange Manjira, auch Manjeera (Marathi: मांजरा; Kannada: ಮಂಜೀರ; Telugu: మంజీర), ist einer der größeren Nebenflüsse des Godavari in Indien.

## Verlauf
Die Manjira entspringt in der Balaghat Range, d. h. ungefähr im geographischen Zentrum des indischen Bundesstaats Maharashtra. Von dort fließt sie in südöstlicher Richtung, durchquert den äußersten Nordosten Karnatakas, bevor sie sich im Bundesstaat Telangana nach Norden wendet, auf ihrem letzten Stück die Grenze zu Maharashtra bildet und schließlich fernab jeden Ortes in den Godavari mündet.

## Nutzung
Die Manjira ist zweimal gestaut (Singur Reservoir und Nizam Sagar Dam); die Stauseen dienen der Versorgung mit Trinkwasser, sind aber auch durch den Eintrag von Pestiziden und Düngemitteln belastet. Vorrangig dient das Wasser zur Feldbewässerung, aber auch Wasserkraftwerke werden betrieben.

## Pegel
Eine Besonderheit der Manjira, aber auch anderer südindischer Flüsse ist, dass ihr Oberlauf bereits im Winter (cold) und indischen Sommer (hot), also in den Monaten Januar bis Mitte Juni, nahezu austrocknet und in der Monsunzeit (wet), also in den Monaten Mitte Juni bis Ende September bzw. Mitte Oktober weite Gebiete entlang ihrer Ufer überflutet. Dies hat zur Folge, dass sich an ihren Ufern keine Städte oder größeren Orte befinden; die nächstgelegenen Großstädte Latur (MH) und Bidar (KA) befinden sich jeweils im Abstand von gut 10 km südlich des Flusses.

## Ökologie
Im Medak-Distrikt im Bundesstaat Telangana wurde im Jahr 1978 das Manjira Wildlife Bird Sanctuary eingerichtet; hier leben auch einige der vom Aussterben bedrohten Sumpfkrokodile sowie Warane, Kobras etc., aber auch Wildschweine, Schakale, Mungos etc. wurden gesichtet.